# Moeder Oekraïne
Het Moeder Oekraïne (Oekraïens: Україна-Мати; Ukraina-Maty), voorheen Moederlandmonument geheten, is een monumentaal standbeeld in Kiev, de hoofdstad van Oekraïne. Het beeld maakt deel uit van het Nationaal Museum van de Geschiedenis van Oekraïne in de Tweede Wereldoorlog (Музей історії України у Другій світовій війні). Op 9 mei 1981 werd het onthuld.

## Omschrijving
Het roestvaststalen beeld staat op 62 meter hoogte op het hoofdgebouw van het museum met een totale structuur van 102 meter. Het zwaard in de rechterhand van het standbeeld is 16 meter, het schild in de linkerhand 13 bij 8 meter. Het symbool op het schild is het wapen van Oekraïne.
De herdenkingshal van het museum toont marmeren platen, met gebeeldhouwde namen van meer dan 11.600 soldaten en meer dan 200 arbeiders van het thuisfront die tijdens de oorlog zijn geëerd met de titel van Held van de Sovjet-Unie en Held van de Socialistische Arbeid.
Op de heuvel onder het museum worden traditionele bloemenshows gehouden.

## Achtergrond
In de jaren 1950 ontstond het plan om op de plaats van het huidige standbeeld twee monumenten te plaatsen, een van Vladimir Lenin en een van Jozef Stalin, elk bijna 200 meter hoog. Dit plan ging echter niet door. In de jaren 1970 besloot men dat het panoramische uitzicht over Kiev een oorlogsmonument verdiende.
Jevgeni Voetsjetitsj ontwierp het oorspronkelijke model, maar hij stierf in 1974. Het ontwerp vervolgens voltooid onder leiding van Vasyl Borodaj en daarbij aanzienlijk aangepast.
De definitieve plannen voor het standbeeld werden gemaakt in 1978, en de bouw begon in 1979. Het was controversieel. Velen hadden kritiek op de kosten en beweerden dat het geld beter had kunnen worden besteed. Ook in het hedendaagse Kiev blijft het beeld niet onomstreden. Sommigen zijn van mening dat het moet worden afgebroken.
In april 2015 verbood het parlement Sovjet- en communistische symbolen, straatnamen en monumenten, in een poging tot decommunisatie. Monumenten uit de Tweede Wereldoorlog zijn echter uitgesloten van deze wetten.
Volodymyr Vjatrovitsj, de directeur van het Oekraïense Instituut voor Nationale Herinnering, verklaarde in februari 2018 dat de Sovjet-hamer en sikkel op het schild van het monument moesten worden verwijderd om te voldoen aan de decommunisatiewetten. Hij stelde voor deze te vervangen door de Oekraïense drietand. In 2023 was het zover. Het symbool op het schild, de hamer en sikkel van de Sovjet-Unie, werd in juli 2023 gedemonteerd, en in augustus van dat jaar vervangen door het wapen van Oekraïne. De vervanging was op 14 augustus 2023 voltooid.

## Galerij

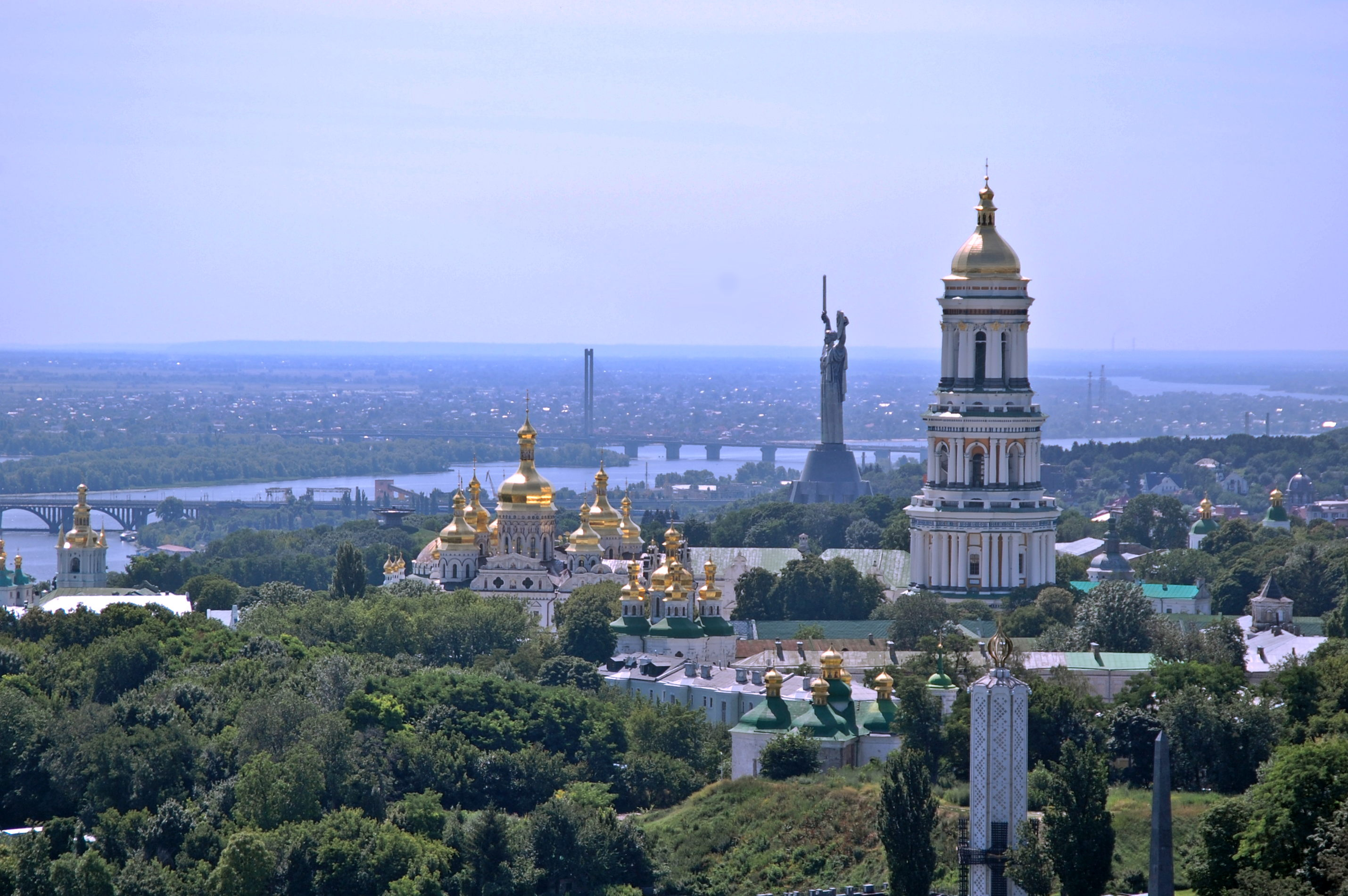
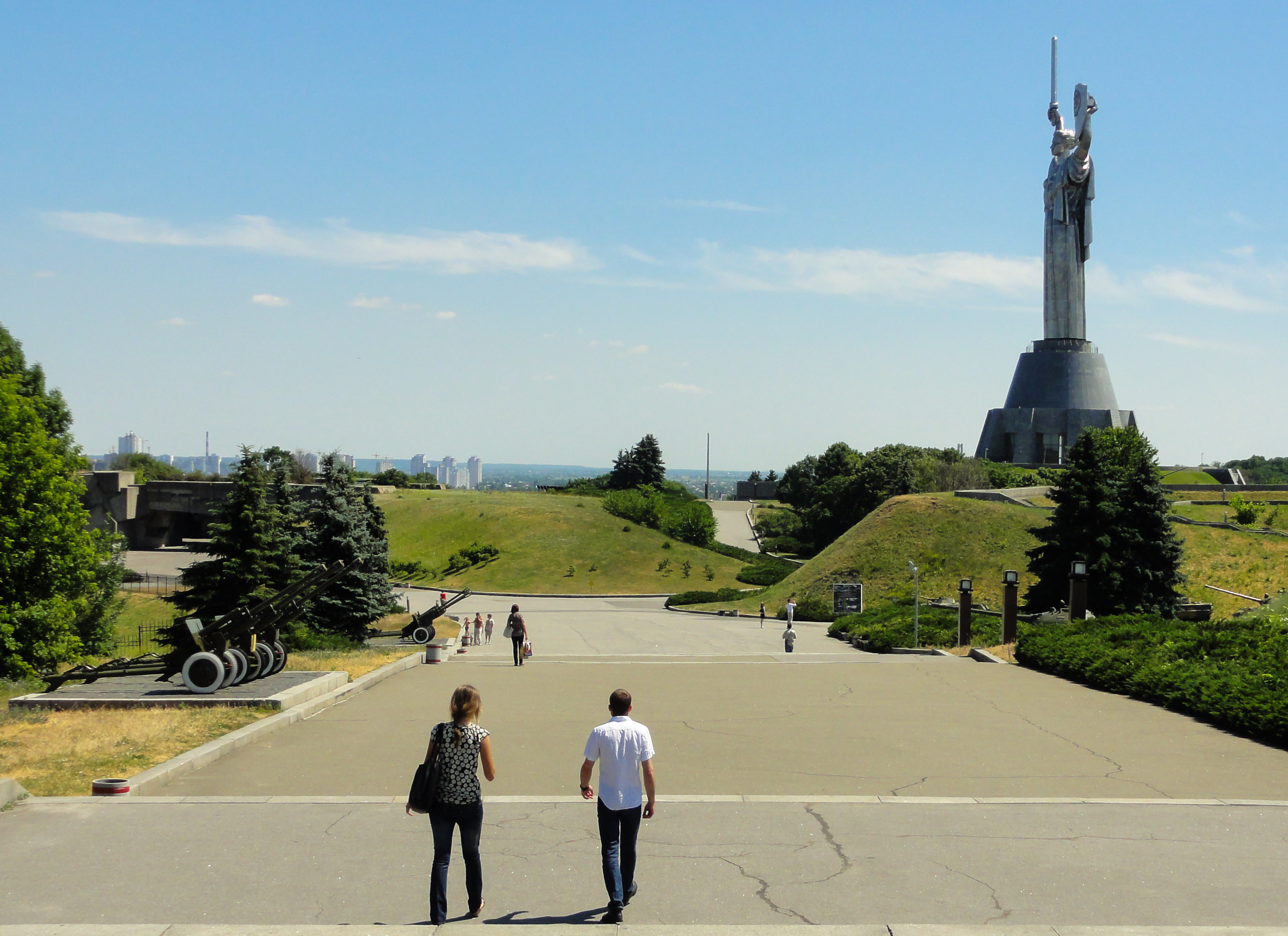